# Büren (Adelsgeschlecht, Unna)

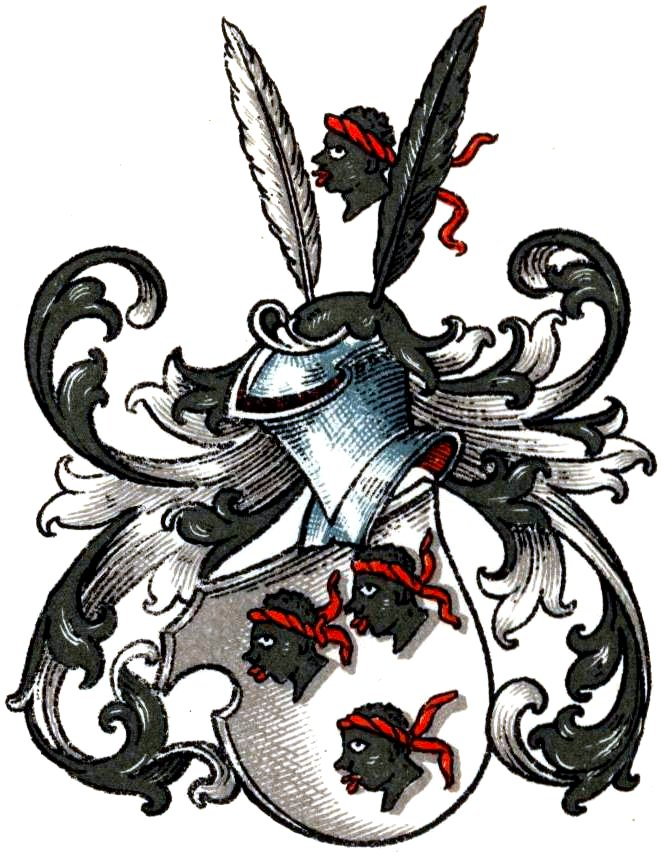
Wappen derer von Büren

Die Herren von Büren waren ein Patrizier- und Stadtadelsgeschlecht in Unna.
Das hier behandelte Geschlecht ist von den Edelherren von Büren zu Burg Büren, den Herren von Büren zu Marsberg und den Herren von Büren genannt Sybertinch zu unterscheiden.

## Geschichte
Der Stammsitz des hier behandelten Geschlechts war Kessebüren bei Unna. Bereits 1305 erscheinen ein Theodericus dictus de Büren, seine Ehefrau Greta und deren Kinder Arnold, Johann und Lefgard, 1308 ein Gotfrid von Büren und seine Söhne Henrich und Themo. Es folgt eine Reihe von Bürgermeistern von Unna:
- Johann von Büren, 1421 Bürgermeister von Unna
- Godeke von Büren, 1466 Bürgermeister von Unna
- Robbert von Büren, 1512 Bürgermeister von Unna
- Evert von Büren, 1557, 1562 und 1573 Bürgermeister von Unna
- Winold von Büren, 1588, 1590–1594 Bürgermeister von Unna
- Ludolph von Büren, 1596 Bürgermeister von Unna
- Winold von Büren, 1602 und 1626 Bürgermeister von Unna
- Johann von Büren, 1667–1668 Bürgermeister von Unna, verheiratet mit Henrica von Filster, zwei Töchter: 1. Elisabeth, verheiratet mit Ernst Ludwig von Bornstädt, königlich-preußischer Obrist, 2. Clara Anna, verheiratet mit einem Herrn von Eberswin

Ferner war Andres von Büren 1633 Richter zu Unna, Diederich von Büren Richter zu Xanten und Evert von Büren 1645 Rentmeister zum Hamm. Auch Gerhard Lothar von Büren (1600–1660), Domherr und Domdekan im Fürstbistum Speyer, war Familienmitglied.
Ein Teil der Familie soll nach Lübeck eingewandert sein.
Laut Spießen erlosch das Geschlecht um 1700. Diese Aussage basiert auf der Meldung von Ledebur, dass Johann von Büren, 1668 Bürgermeister zu Unna, im Mannesstamm der Letzte des Geschlechts gewesen zu sein scheint. Grützner/Hildebrandt dagegen berichten zu 1867 von einem Fabrikanten von Büren in Hemelingen bei Bremen.

## Wappen
Blasonierung: In Silber drei (2:1) rechtssehende Mohrenköpfe mit roten Binden. Auf dem Helm eine silberne und eine schwarze Reiherfeder, dazwischen ein Mohrenkopf. Die Helmdecken sind schwarz-silbern.
Weitere Wappendarstellung:

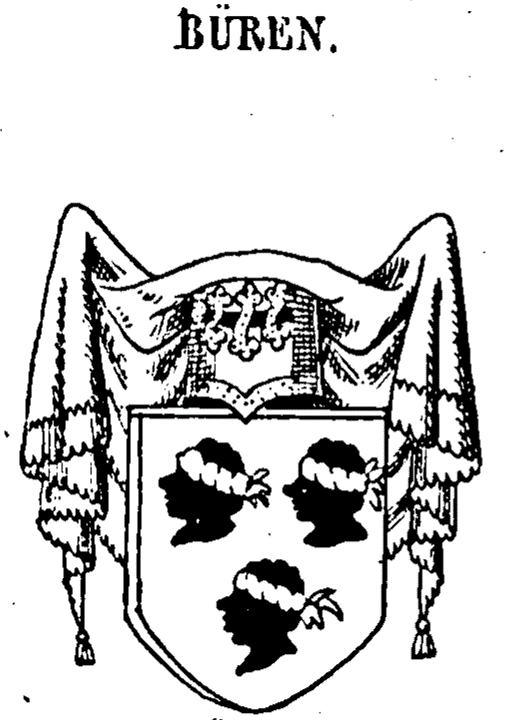
Wappen derer von Büren